# محمدحسین اشنی
محمد حسین قودجانی اشنی (در بعضی متون محمد حسین اشنی قودجانی) عالم شیعه ایرانی و فقیهی متبحر بود. وی فرزند ملا محمد قودجانی بود که در حدود سال ۱۲۸۵ قمری در روستای قودجان متولد شد و در ۲۴ رمضان ۱۳۷۵ قمری در اصفهان درگذشت.

## تولد
محمد حسین قودجانی اشنی در حدود سال ۱۲۸۵ قمری در روستای قودجان از توابع بخش مرکزی شهرستان خوانسار در استان اصفهان به دنیا آمد. او در خانواده‌ای علمی و متدین رشد کرد و دوران کودکی و نوجوانی خود را زیر نظر پدری عالِم و مادری متدین گذراند. پدرش حاج ملا محمد و پدربزگش حاج ملا علی هر دو از علما و زاهدان زمان خود بودند. محمد حسین قودجانی اشنی سال‌ها برای تبلیغ احکام دین اسلام در روستای اشن زندگی کرد و به همین دلیل به «اشنی» شهرت یافت.

## تحصیل
وی که در یک خانوادهٔ روحانی به دنیا آمده بود، مانند پدر و پدربزرگش به تحصیل در حوزه دین و عرفان پرداخت و در این زمینه شاگردان مشهوری داشت.

### حوزه علمیه اصفهان
او که آوازه حوزه علمیه اصفهان و پیشینه کهن آن را بارها شنیده بود، راهی اصفهان شد و از محضر رجال علمی و دانشمندان نامی این شهر بهره‌های فراوان برد. از اساتید وی در اصفهان می‌توان به میرزا ابوالمعالی کلباسی، میر سید محمد تقی مدرس، محمدتقی آقا نجفی و سید محمدباقر درچه‌ای اشاره کرد. محمد حسین قودجانی اشنی که از دوستان و همفکران سید حسین طباطبایی بروجردی و رحیم ارباب بود، احتمالاً از محضر آخوند محمد کاشانی و جهانگیرخان قشقایی نیز بهره برده است.

### حوزه علمیه نجف
محمد حسین قودجانی اشنی بعد از کسب علم در اصفهان، راهی عتبات عالیات و نجف شد و با نظرات و دیدگاه‌های فقها و دانشمندان آن دیار نیز آشنا گشت. در آن زمان در نجف علما و مدرسین معروفی چون ملا محمد کاظم خراسانی، سید محمدکاظم طباطبایی یزدی، فتح‌الله غروی اصفهانی و امثال ایشان وجود داشتند که احتمالاً محمد حسین قودجانی اشنی زیر نظر آنان به ویژه ملا محمد کاظم خراسانی و سید محمدکاظم طباطبایی یزدی شاگردی کرده است.

### هجرت به قودجان و اشن
محمدحسین قودجانی پس از بازگشت از نجف، به خواهش یار و دوست صمیمی‌اش سید حسین طباطبایی بروجردی راهی روستای اشن در شمال غربی شهرستان نجف‌آباد شد تا به تبلیغ و ترویج احکام آیین اسلام بپردازد. ایشان سالیان سال در قریهٔ اشن سکونت اختیار می‌کند و از همین رو به «اشنی» نیز شهرت می‌یابد. در این دوره از زندگی محمد حسین قودجانی اشنی، نورالدین پسرش متولد شد که او نیز بعدها به «اشنی» شهرت یافت.
محمد حسین قودجانی اشنی در زمان حکومت رضاشاه مدتی به گلپایگان رفت و در زادگاه خود قودجان اقامت گزید و در آنجا از امتیاز سردفتری اسناد رسمی برخوردار شد.

### بازگشت به اصفهان
محمد حسین قودجانی اشنی پس از سالها اقامت در روستای اشن، سرانجام پس از سال ۱۳۶۵ قمری، در ده سال پایانی عمر خود به اصرار برخی از علما و نیز برخی از خیرین اصفهانی از جمله مرحوم رحیم‌زاده به اصفهان بازگشت و در مدرسه درب کوشک به تدریس مشغول شد. وی در آنجا دروس عالی علمیه نظیر خارج فقه و اصول را تدریس می‌کرد و برخی از علما از محضر وی بهره‌مند شدند.

## شاگردان
از مشایخ حاضر در درس ایشان می‌توان به میر سید حسن مدرس هاشمی اصفهانی (عالم بزرگ معاصر اصفهانی) و فرزند خودش نورالدین اشنی (فقیه، حقوقدان، واعظ و خطیب معروف) اشاره کرد. مرحوم میر سید حسن مدرس هاشمی اصفهانی نقل کرده‌است که «درس ایشان عمیق و تحقیقی بود و افاضل وقت در درس معظم‌له شرکت می‌کردند».
محمد حسین قودجانی اشنی در میان شاگردان خود به میر سید حسن مدرس هاشمی اصفهانی توجه ویژه داشت و همواره از او و استعداد و قوت حافظه‌اش تعریف می‌کرد.

## دوستان و معاصران
از معاصران، دوستان و یاران نزدیک ایشان می‌توان به سید حسین طباطبایی بروجردی و رحیم ارباب اشاره کرد. آنها در دروس اساتیدی مانند میرزا ابوالمعالی کلباسی، سید محمدباقر درچه‌ای، میر سید محمد تقی مدرس و دیگر استادان وقت اصفهان، با یکدیگر آشنا شده و تا آخر عمر با یکدیگر مراوده و مکاتبه داشته‌اند.

## ویژگی‌های شخصیتی
- میر سید حسن مدرس هاشمی اصفهانی[۱۹] بارها از مراتب علمی و فضایل اخلاقی محمد حسین قودجانی اشنی سخن می‌گفت و سلامت نفس و پاکی روح او را می‌ستود. محمد حسین قودجانی اشنی فقیهی پرهیزکار، عالمی عابد و زاهد و مجتهدی بزرگ بود و زهد و وارستگی او زبانزد همگان بود و خواص، علما و بزرگان اصفهان به وی ارادت می‌ورزیدند.[۲۲]
- رحیم ارباب که تقوی و خدا ترسی ایشان و اعراض او از هوای نفسانی را بسیار می‌ستود.[۲۲]
- در فقه و اصول مهارت داشت و بعضی از علما وی را اعلم فقهای اصفهان و مجتهد طراز اول شهر می‌دانستند.[۲۳]
- آقا صدر کوهپایی[۲۴] (فیلسوف و حکیم) به فقاهت ایشان معتقد بود.[۲۵]
- مصلح‌الدین مهدوی از او به عنوان «علامه فقیه، عالم عامل، مجتهد کامل و جامع المعقول و المنقول» تعبیر نموده‌است.[۲۰][۲۶][۲۷]

قودجانی با اینکه از علمای طراز اول اصفهان بود و مورد عنایت و توجه خاص سید حسین طباطبایی بروجردی قرار داشت، امّا به خاطر سال‌ها گوشه‌گیری و انزواء و نیز بواسطهٔ اینکه امام جماعت نبود، اغلب مردم او را نمی‌شناختند و جز خواص، کسی با او مراوده نداشت.

## فرزندان
محمد حسین قودجانی اشنی در مجموع پنج فرزند از دو همسر خود به جای گذاشت. از همسر اول دو پسر و یک دختر: آقا نورالدین، آقا جلال و فاطمه خانم و از همسر دوم یک پسر و یک دختر: آقا مهدی و خانم تاج. مرحوم نورالدین اشنی پسر ارشد محمد حسین قودجانی اشنی و جانشین او در علم و عمل و وارث زهد و تقوای او بود.

## فوت
محمد حسین قودجانی اشنی در ۲۴ رمضان ۱۳۷۵ قمری (۱۶ اردیبهشت ۱۳۳۵ شمسی) درگذشت و روز بعد در تکیه کلباسی واقع در قبرستان تخت فولاد اصفهان در کنار استادش میرزا ابوالمعالی کلباسی مدفون گردید.

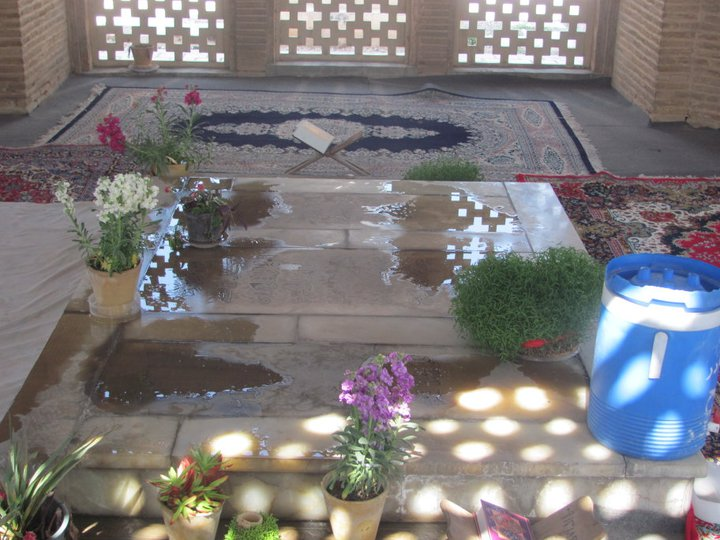
سنگ‌قبرهای محمد حسین قودجانی اشنی و پسرش نورالدین اشنی
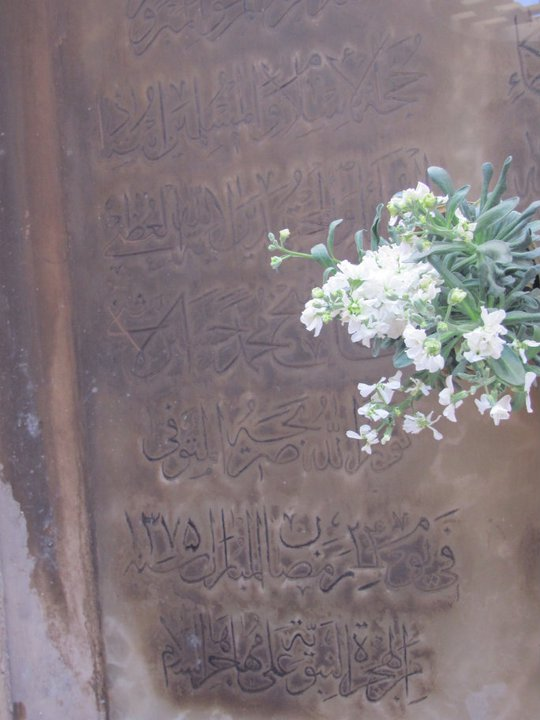
حکاکی روی سنگ‌قبر محمد حسین قودجانی اشنی
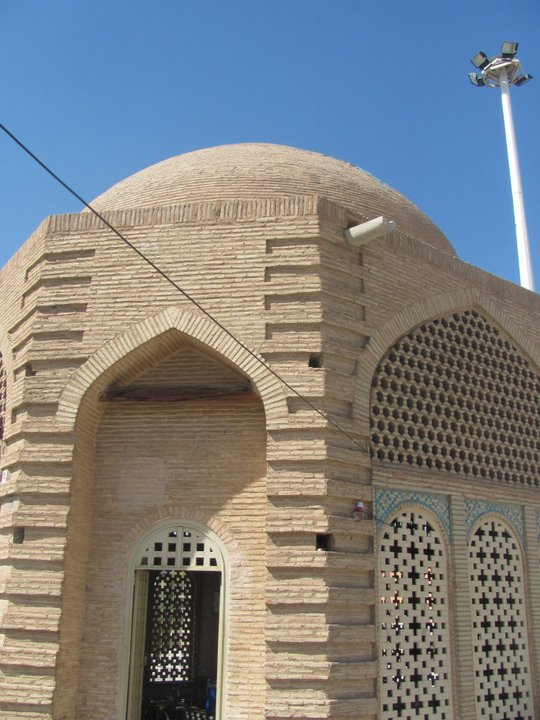
آرامگاه محمد حسین قودجانی اشنی در تکیه کلباسی
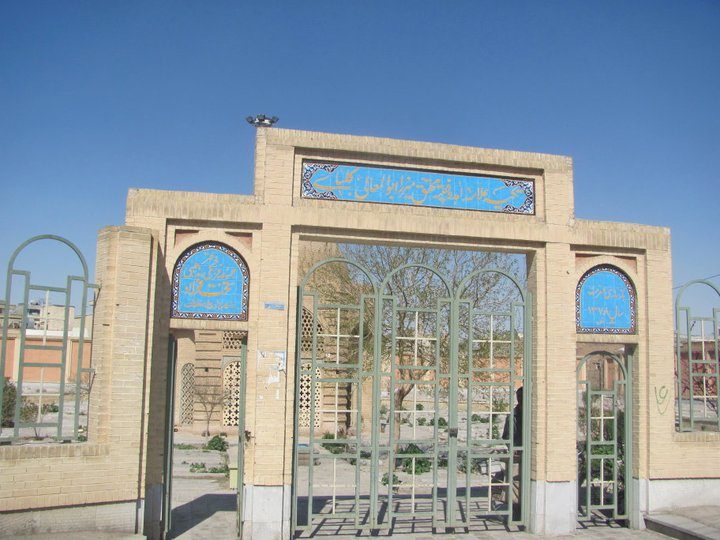
ورودی تکیه کلباسی